# Національний письменник Малайзії
Національний письменник Малайзії (малай. Sasterawan Negara) — найвища літературна нагорода Малайзії, яка присвоюється за внесок у малайзійську літературу. Лауреат, крім звання, отримує грошову винагороду у сумі 60 000 малайзійських рингітів (бл. 15 тис. доларів США). Також державним коштом публікуються твори лауреата тиражем 50 тис. екземплярів.

## Лауреати
- Керіс Мас (1981)
- Шахнон Ахмад (1982)
- Усман Аванг (1983)
- Абдул Самад Саїд (1986)
- Арена Ваті (1988)
- Мухаммад Хаджи Саллех (1991)
- Нурдин Хассан (1993)
- Абдуллах Хуссейн (1996)
- Осман Келантан (2003)
- Анвар Рідван (2009)
- Ахмад Камал Абдуллах (2011)
- Баха Заїн (2013)
- Зуріна Хассан (2015)[1]